# Kungsbacka
Kungsbacka ist eine Stadt in der schwedischen Provinz Hallands län und Hauptort der gleichnamigen Gemeinde (Kungsbacka kommun). Bis 2010 war Kungsbacka eigenständiger Tätort mit zuletzt 19.057 Einwohnern; seither wuchs die Bevölkerung auf über 24.000, und der Ort gehört nun zum Tätort Göteborg.

## Geschichte
Im Mittelalter lag hier ein Marktplatz auf der dänischen Seite der Grenze zu Schweden. Solange Kungsbacka noch zu Dänemark gehörte, war es eine der kleinsten Städte des Landes. Auch nachdem die Stadt 1645 an Schweden gefallen war, entwickelte sie sich nicht bedeutend weiter, da das nahe gelegene Göteborg Arbeitskräfte und Werkstätten abzog. In der Mitte des 19. Jahrhunderts gab es einen großen Stadtbrand, nach welchem der Ort wieder neu errichtet wurde.
Ab den 1960er-Jahren entstanden weitflächige Villengegenden im „Speckgürtel“ von Göteborg, durch die die Städte schließlich zusammenwuchsen.

## Sehenswürdigkeiten
Der Abri von Rogstad liegt am Wanderweg von Kungsbacka nach Strömstad.
Im Zentrum der Stadt liegt die so genannte „Rote Hütte“ (röda stugan). Dieses Gebäude ist eines der wenigen, die nicht beim Brand von 1846 zerstört wurden. In ihm hatte im 18. Jahrhundert der Goldschmied von Kungsbacka seine Werkstatt. Auf dem zentralen Platz steht eine Bronzeskulptur mit dem Namen „Baum des Lebens“. In der Nähe liegt das Gräberfeld von Li.
Das Naturschutzgebiet Vallda Sandö liegt westlich von Kungsbacka, ist 349 Hektar groß und steht seit 1972 unter Schutz. Neben der Insel Sandö umfasst das Naturschutzgebiet auch die Inseln Klöven, Stora und Lilla Björskär sowie Stora und Lilla Keholmen, sowie Gebiete auf der Halbinsel. Es besteht hauptsächlich aus Felsen, Heiden, Küstenwiesen und Klippen. Hier gibt es auch einer reiche Vogelwelt und mehrere Rösen aus der Bronzezeit.

## Persönlichkeiten
- Torsten Billman (1909–1989), Grafiker, Maler und Buchillustrator
- Hasse Jeppson (1925–2013), Fußballspieler
- Per Wahlöö (1926–1975), Schriftsteller
- Thomas Danielsson (* 1964), Autorennfahrer
- Bengt Andersson (* 1966), Fußballspieler
- Louis Herrey (* 1966), ESC-Gewinner 1984
- Leif Alexis (* 1974), Filmproduzent
- Malin Broman (* 1975), Geigerin, Dirigentin
- Fredrik Ohlander (* 1976), Handballspieler
- Magnus Lindén (* 1979), Handballspieler
- Niclas Barud (* 1988), Handballspieler
- Mikael Boman (* 1988), Fußballspieler
- Adrian Schultheiss (* 1988), Eiskunstläufer
- Madeleine Martin (* 1991), Schauspielerin
- Alexander Jeremejeff (* 1993), Fußballspieler
- Fridolina Rolfö (* 1993), Fußballspielerin
- Ulrik Munther (* 1994), Sänger und Songwriter
- Erik Persson (* 1994), Schwimmer
- Charlotta Säfvenberg (* 1994), Skirennläuferin
- Oscar Bergendahl (* 1995), Handballspieler
- Niklas Rubin (* 1995), Eishockeyspieler
- Melwin Beckman (* 2000), schwedisch-polnischer Handballspieler